# بارتيزان مينسك
نادي بارتيزان مينسك (بالبيلاروسية: Партызан-2002 (Мінск)) هو فريق كرة قدم من مدينة مينسك في روسيا البيضاء، أُسس بتاريخ 2002، يلعب في دوري كرة القدم البيلاروسي الدرجة الثانية ‏، في Traktar Stadium ‏، انحل النادي بتاريخ 2014.

## وصلات خارجية
- صفحة بيانات نادي بارتيزان مينسك على موقع كووورة، تاريخ الوصول: 25 سبتمبر 2018.
- الموقع الرسمي